# Aléxis Alexoúdis
Aléxandros Alexoúdis (en grec : Αλέξανδρος Αλεξούδης), plus souvent appelé Aléxis Alexoúdis (Αλέξης Αλεξούδης), né le 20 juin 1972 à Flórina en Grèce, est un footballeur grec.

## Carrière

### Débuts
Alexoúdis apparait pour la première fois en 1989 dans les rangs du Panelefsiniakos où il n'y reste qu'une année avant de se diriger vers la Crète pour jouer de la  à l'OFI.
Sa première saison à l'OFI se passe bien, il joue dix-huit matchs mais ne marquera pas le club finit 8e lors de cette saison. La saison 1991-1992 le voit marquer quatre buts en vingt matchs et monte avec son club qui atteint la 6e position. Lors de la saison 1992-1993 il joue moins marque plus (dix matchs et cinq buts inscrits), le club se classe 4e et se qualifie pour la Coupe UEFA. La saison 1993-1994 est sa dernière à l'OFI où il joue vingt-six fois pour neuf buts marqués, le club se classera 7e du championnat et sera éliminé en huitièmes de finale de l'UEFA par le Boavista (1-4;1-2).

### Coupe du monde 1994
Alexoúdis est sélectionné pour participer à la Coupe du monde de football 1994 aux États-Unis. La Grèce fait long feu dans la compétition, étant éliminée au premier tour après trois défaites. Alexis ne jouera qu'un seul match, ce sera celui contre la Bulgarie ; il sera remplacé pendant ce match par Vasílis Dimitriádis.

### Arrivée au Pana
Alexoúdis est transféré au Panathinaïkos en 1994. La première saison chez les Trèfles est bénéfique puisqu'il remporte le Championnat de Grèce, la Coupe de Grèce et la Supercoupe. Alexis jouera douze matchs pour deux buts, ce qui est bien loin des vingt-neuf buts inscrits par le buteur vedette du Pana, son coéquipier Krzysztof Warzycha. La saison 95-96 est aussi bonne avec un nouveau championnat et une supercoupe avec au passage dix-huit matchs pour quatre buts. Lors de la Ligue des champions de l'UEFA 1995-1996, il marque le but le plus rapide (jusqu'en 1997) le 22 novembre 1995 face à l'AaB Ålborg en marquant après 28.46 secondes.
Le Pana perd son titre lors de la saison 96-97 en finissant 4e du championnat, Alexoúdis jouera son plus grand nombre de matchs lors d'une saison avec vingt-deux matchs pour cinq buts marqués. Le Panathinaikos ne parvient pas à reprendre son titre en 97-98 malgré les six buts en dix-neuf matchs de Alexis. Alexoúdis voit son temps de jeu réduit lors de saison 98-99 où il n'apparaitra que six fois et en 1999-2000 il ne jouera aucun match avec le club d'Athènes, cela conduira à son départ pour l'Ethnikos Asteras.

### Fin de carrière
Alexoúdis prend la direction de Kaisariani pour jouer à Ethnikos Asteras mais il n'y fait qu'une seule apparition qui sera ponctuée d'un but. Il est transféré pendant cette saison à l'OFI Crète où il portera treize fois le maillot avant de mettre un terme à sa carrière.

## Palmarès
- Championnat de Grèce de football: 1994-1995; 1995-1996
- Coupe de Grèce de football: 1994-1995
- Supercoupe de Grèce de football: 1994-1995; 1995-1996